# Кла
Кла (фр. Clat) насеље је и општина у јужној Француској у региону Лангдок-Русијон, у департману Од која припада префектури Лиму.
По подацима из 2011. године у општини је живело 36 становника, а густина насељености је износила 3,51 становника/km². Општина се простире на површини од 10,25 km². Налази се на средњој надморској висини од 1086 метара (максималној 1.394 m, а минималној 466 m).

## Демографија
| 1962. | 1968. | 1975. | 1982. | 1990. | 1999. | 2011. |
| ----- | ----- | ----- | ----- | ----- | ----- | ----- |
| 51    | 66    | 50    | 46    | 43    | 33    | 36    |

График промене броја становника у току последњих година